# Puzhai
Puzhai (kinesiska: 埔寨) är en köping i sydöstra Kina. Den ligger i Fengshun härad i staden Meizhou i provinsen Guangdong, omkring 300 kilometer öster om provinshuvudstaden Guangzhou. Antalet invånare är 22 545. Befolkningen består av 11 320 kvinnor och 11 225 män. Barn under 15 år utgör 26,0 %, vuxna 15-64 år 60 %, och äldre över 65 år 13,0 %.